# Zone du Silence
 (septembre 2023).

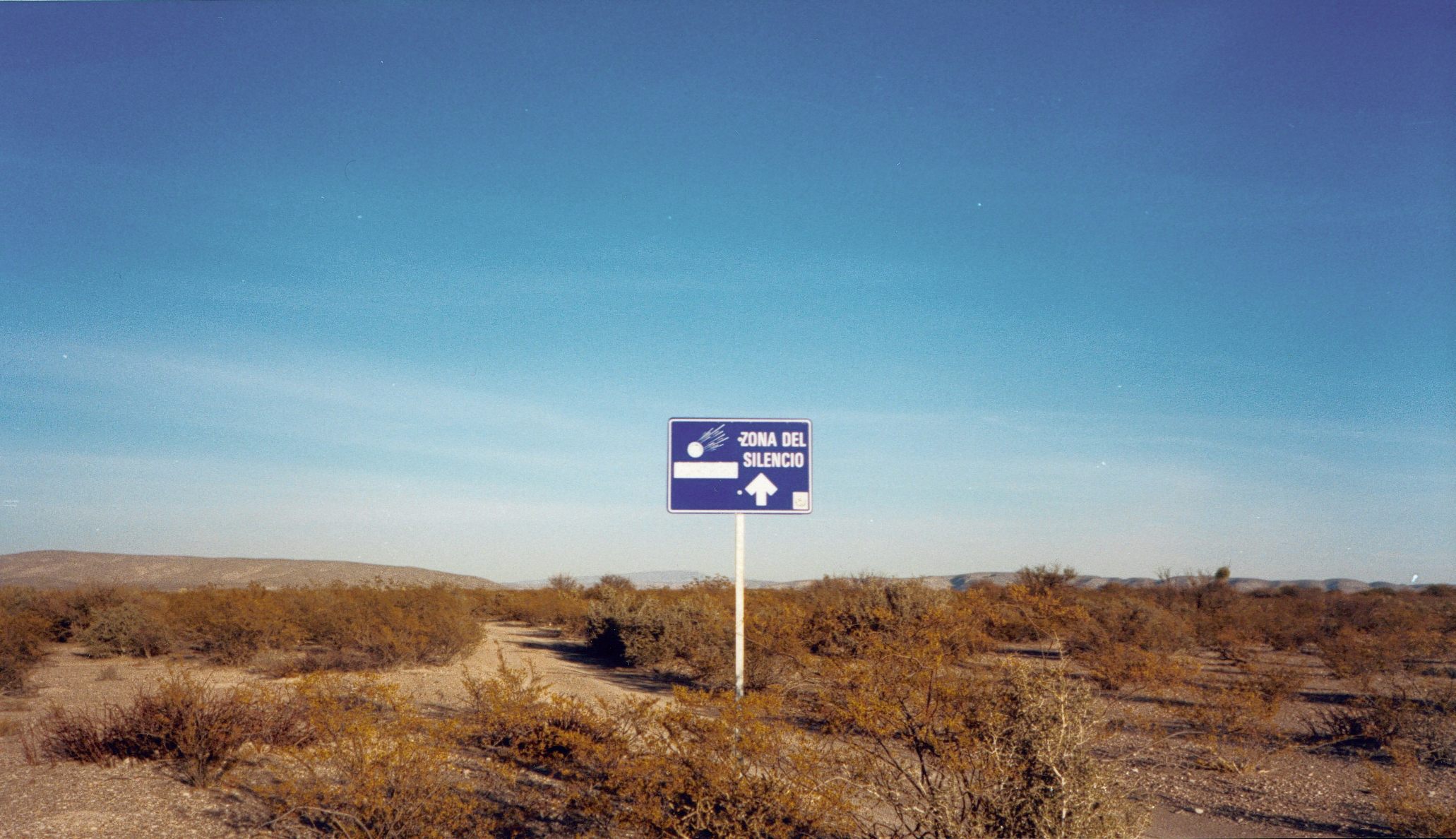
Paysage de la Zone du Silence.

La Zone du Silence ((es) Zona del Silencio), est une zone désertique située au nord du Mexique au Bolsón de Mapimí, plus précisément au tripoint des États de Chihuahua, Durango et Coahuila. Elle serait le siège d'anomalies magnétiques, d'étrangetés locales et de phénomènes paranormaux. Aucune preuve n'a jamais été présentée à l'appui de ces affirmations.
La zone est située dans la réserve de biosphère de Mapimí, créée par l'Instituto Nacional de Ecología y Cambio Climático (es) mexicain. 
Il ne faut pas confondre cette dénomination locale avec la « zone de silence » entourant généralement les monastères de l'Ordre des Chartreux (dénommée « désert des chartreux ») et créé lors de l'installation de leur premier monastère en France.

## Description

### Événement déclencheur
Contrairement à ce qui peut se lire dans certains ouvrages ou sites internet consacrés au paranormal, il ne s'était rien passé de notable dans ce secteur avant le 2 juillet 1970. À cette date, un missile Athena, porteur d'une bombe radiologique contenant du cobalt 57, a été lancé depuis le Green River Launch Complex (en) de l'USAF, situé dans l'Utah (États-Unis), en direction du White Sands Missile Range au Nouveau-Mexique. À la suite d'un problème rencontré au moment de sa rentrée dans l'atmosphère, le missile a dévié de sa trajectoire, traversé la frontière et est venu se planter dans une dune dans le désert de Mapimí au Mexique. Le missile n'a été retrouvé qu'au bout de trois semaines de recherches. Une force de sécurité locale a été recrutée afin de le protéger des curieux et des vandales. Afin d'accéder au site pour en extraire le missile et des centaines de tonnes de sable radioactif à dépolluer, il fallut construire une route d'accès à travers le désert et une piste atterrissage, développer une extension à la voie ferrée locale et installer un campement provisoire. Ce grave incident, ayant des implications internationales, a provoqué la remise en cause du programme d'essai de missiles aux États-Unis.

### Opportunité touristique
On ne sait si l'initiative est venue des propriétaires terriens des alentours ou de l'ancien responsable de l'équipe de protection du site, mais à la suite de cet évènement de nombreuses affabulations sur d'étranges particularités locales commencèrent à circuler, d'abord dans les journaux locaux, puis dans les journaux nationaux, avant d'être reprises et diffusées dans toute l’Amérique du nord et au-delà.

### Phénomènes présumés
Anomalies biologiques
Faune, flore et habitants seraient plus gros, plus grands et plus vigoureux dans la zone qu'aux alentours. Une étude introuvable[Quoi ?] aurait établi que le sang de la population autochtone avait des caractéristiques particulières. Les carapaces de tortues y seraient décorées d'étranges motifs triangulaires, les cactus locaux (Opuntia violacea) y prendraient des teintes pourpres par moments. En fait les habitants ne présentent aucune spécificité en comparaison avec leurs voisins. Les motifs sur les tortues de Bolson sont une variante non spécifique à la région et les cactus prennent une teinte violette en période de sècheresse.
Anomalies géologiques
Si on y trouve fossiles et différentes roches intéressantes, on peut aussi y ramasser des petits cailloux lisses qui ressemblent à des météorites[pourquoi ?] sans toutefois en être. Ce qui n'empêche pas d'établir une relation avec la spectaculaire météorite Allende qui s'est écrasée à 150 kilomètres de là en 1969.
Anomalies magnétiques et électromagnétiques
Régulièrement présentées comme causant des perturbations majeures sur les instruments de mesure et rendant impossibles les communications radios, ces problèmes ne semblent affecter que les touristes, appelés « Zoneros » par les habitants. Ces derniers, ainsi que le personnel de la réserve écologique, ne constatent aucune difficulté dans ces domaines.
Autres
S'y ajoutent des considérations sur le fait que le triangle des Bermudes est situé à la même latitude, que c'est un « vortex » magnétique local qui serait à l'origine de la déviation du missile et de la chute du météorite, et qu'on pourrait, la nuit, y entrer en communication avec des entités habitant d'autres mondes.

## Dans la littérature
- Homero Aridjis, La zone du silence (roman), Mercure de France, Collection : Bibliothèque étrangère, 2005  (ISBN 978-2715224476)